# مدينة جنائزية

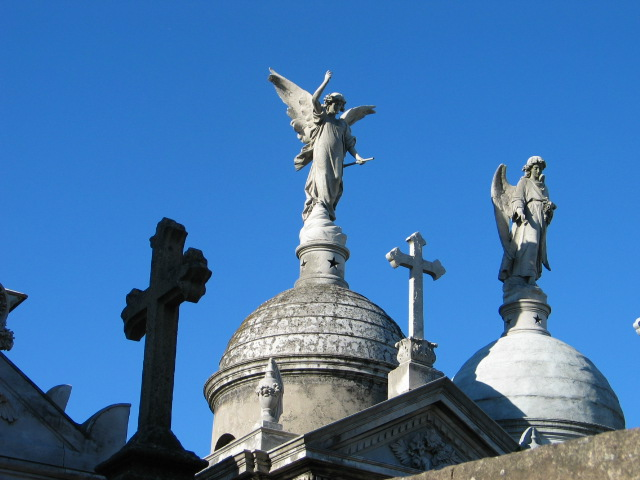
مدينة جنائزية.

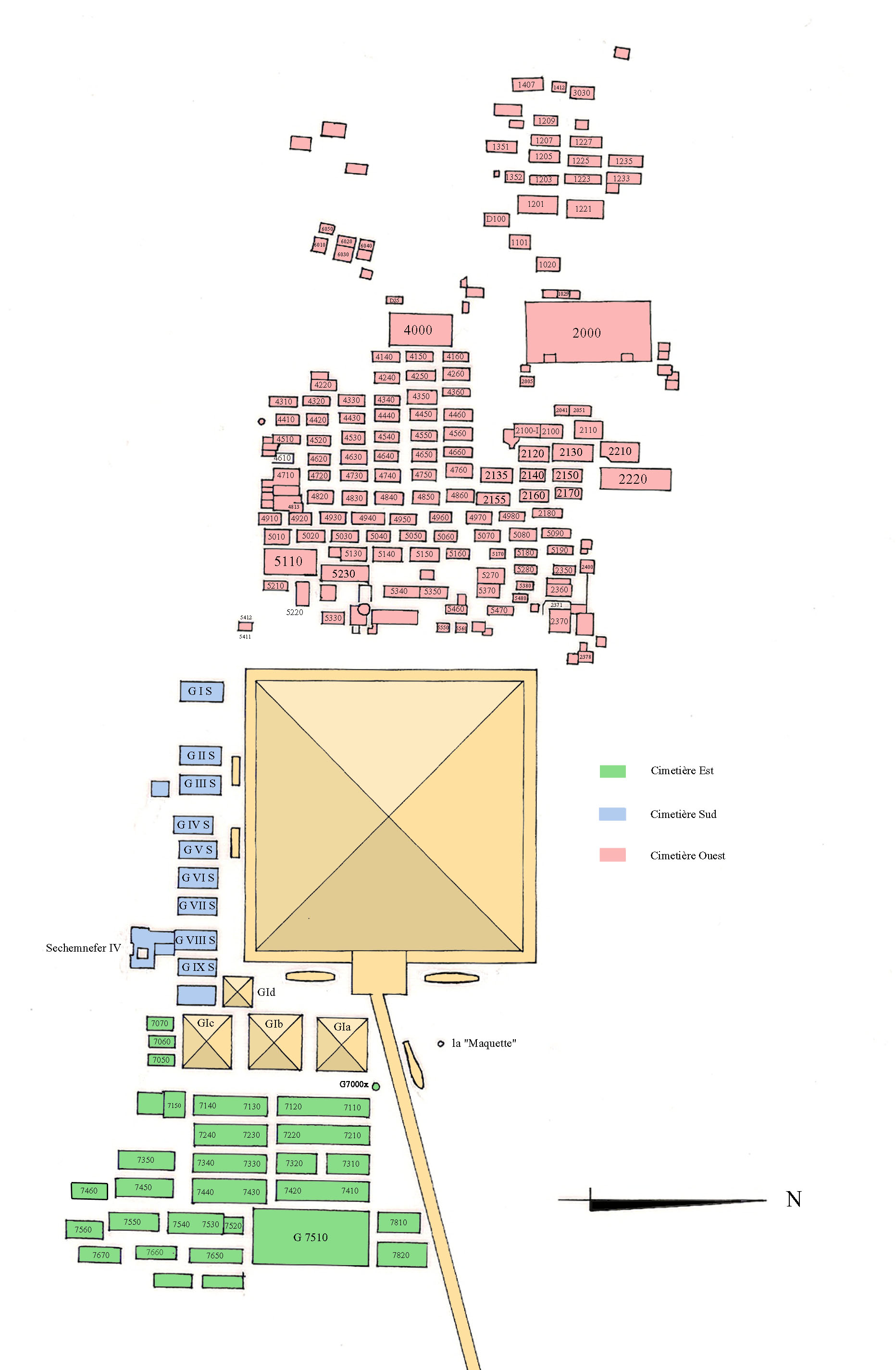
خريطة مقابر الجيزة

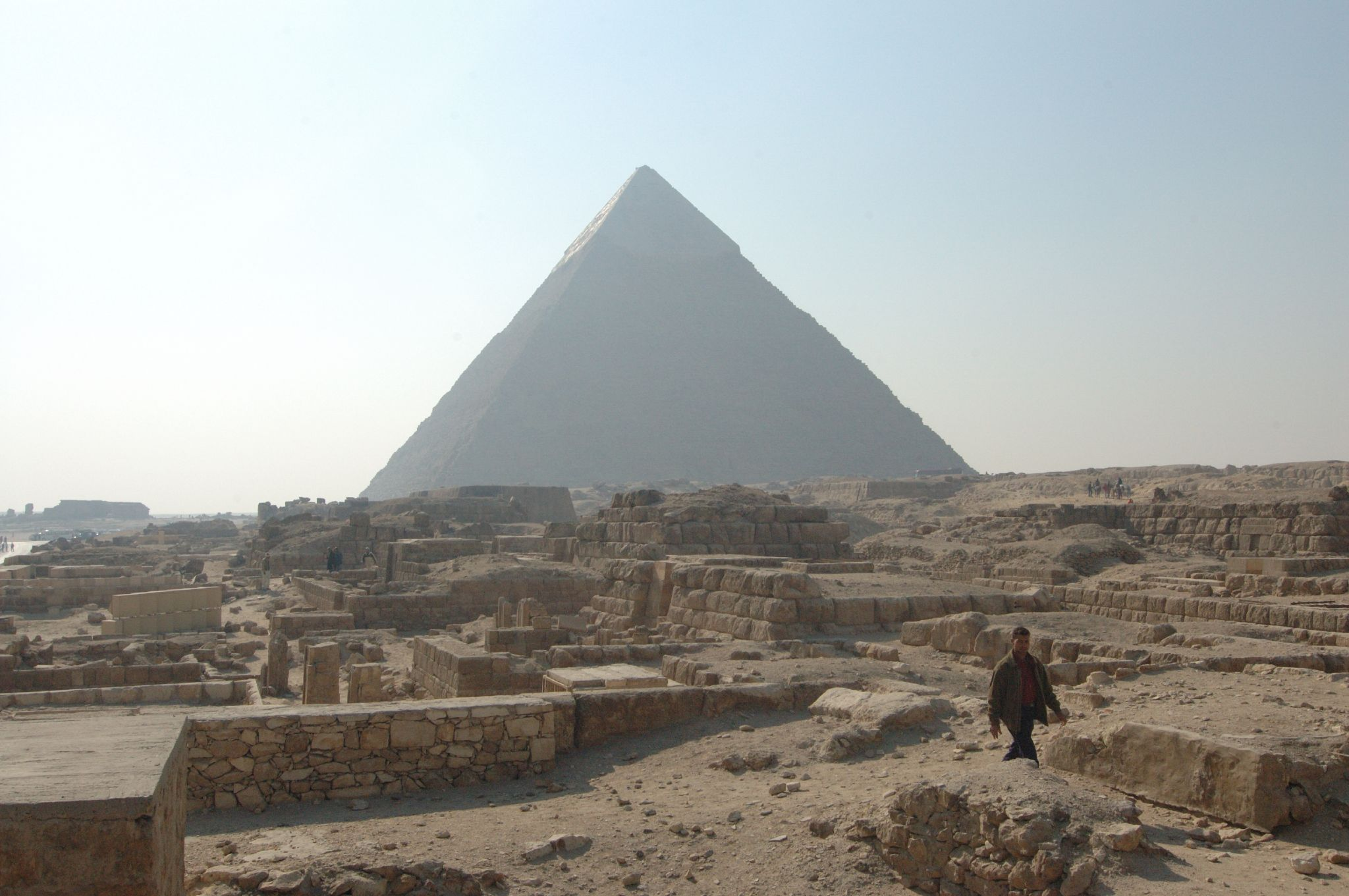
المسطبة في مدينة الموتى بالجيزة عند هرم خفرع في الخلفية.

مدن الموتى أو المدن السفلى هي قبور ضخمة قديمة تحتوي على آثار ظاهرة. الكلمة مشتقة من (νεκρόπολις) باليونانية القديمة وتنطق هكذا (نيكروبوليس) وتعني مدن الموتى. تصفح (فن الشعائر الجنائزية)

## اقرأ أيضا
- أبيدوس